# Trisateles emortualis
Trisateles emortualis (tên tiếng Anh: Olive Crescent) là một loài bướm đêm thuộc họ Erebidae. Nó được tìm thấy ở hầu hết châu Âu, phía đông đến Xibia, miền bắc Iran và Trung Quốc.
Sải cánh dài 29–35 mm. Con trưởng thành bay từ tháng 6 đến tháng 7 tùy theo địa điểm, và chúng qua mùa đông dưới dạng nhộng.
Ấu trùng ăn các loài Quercus, Fagus, Carpinus và Rubus. The larvae prefer withered và fallen leaves.

## Hình ảnh

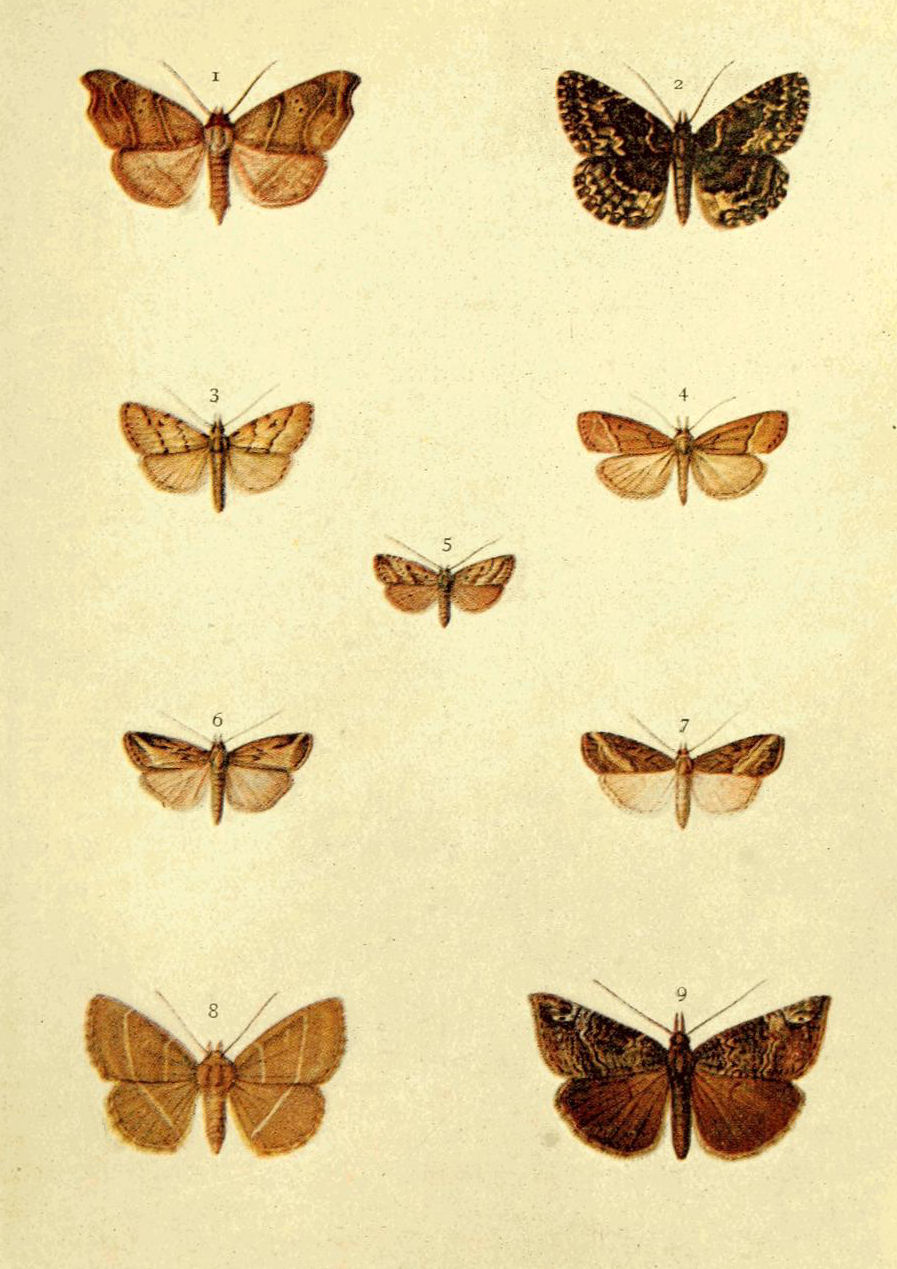